# 18-as számú Országos Kéktúra szakasz
A 18-as számú Országos Kéktúra szakasz az Országos Kéktúra egyik szakasza a Cserhátban és a Börzsönyben, Nógrádtól Becskéig.

## Történelem
Az Országos Kéktúra 2013-as nyomvonal-felülvizsgálata keretében még abban az évben jelentősen változott az OKT nyomvonala Szendehely térségében, az erdei kápolna és a Bik-kút között. Míg a nyomvonal korábban hosszabban az idők folyamán forgalmassá váló 2-es főúton vezetett be Katalinpusztára, ahol a bélyegzőhely volt, a változás óta Szendehely központjában, kijelölt gyalogátkelőn keresztezi a főutat (itt buszmegálló, étterem is található), majd leereszkedik a Lósi-patak völgyébe. A bélyegzőhely a Katalinpusztai kirándulóközpontba került, ahonnan a Gyadai tanösvény felső útján a Bik-kútnál csatlakozik vissza a régi nyomvonalba. 2014-ben a Romhányi-hegy és Alsópetény közötti szakaszt helyezték át egy alig járható mélyútról.
2017 októberében új kilátó létesült a túraútvonal közvetlen közelében, a Romhányi-hegy Kecske-kő nevű, 421 méteres csúcsán, Prónay-kilátó néven. A turisztikai létesítmény megéri a kis kitérőt, mert felső teraszáról teljes körpanorámát kínál a Börzsöny, a Selmeci-hegység, a Mátra és a Gödöllői-dombság felé.

## Alszakaszok

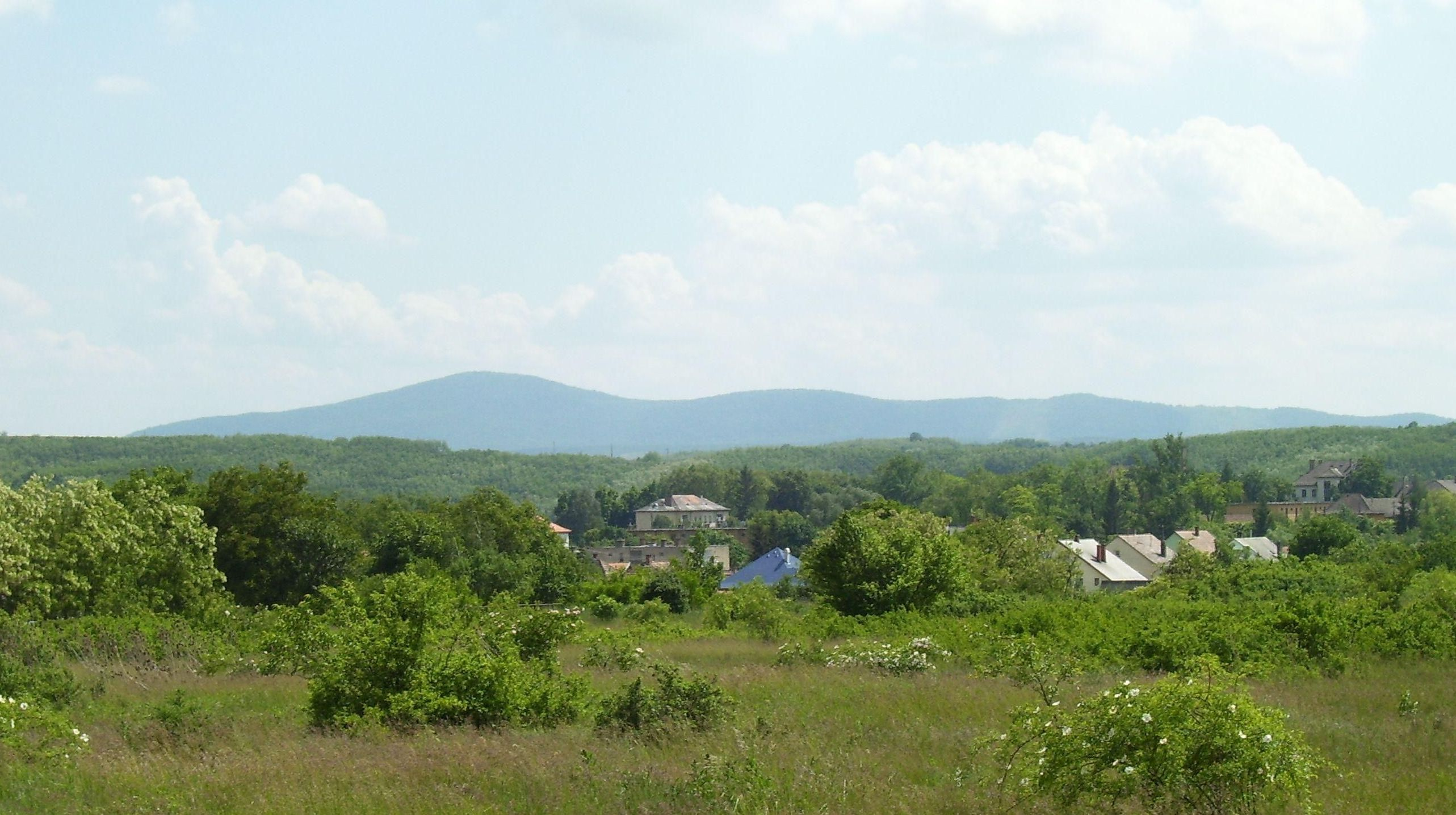
A Naszály északról

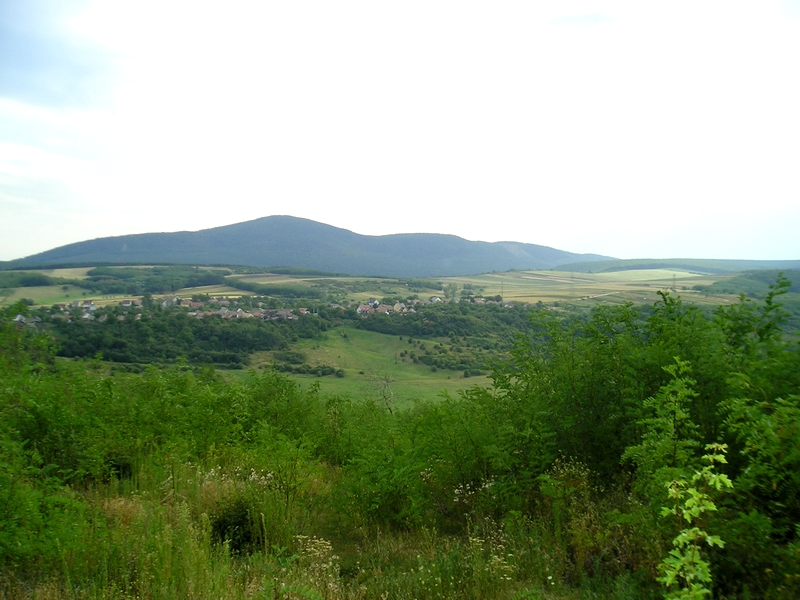
Ősagárd a távolból

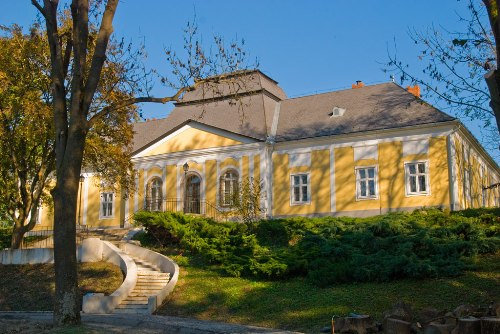
Az alsópetényi Prónay-kastély

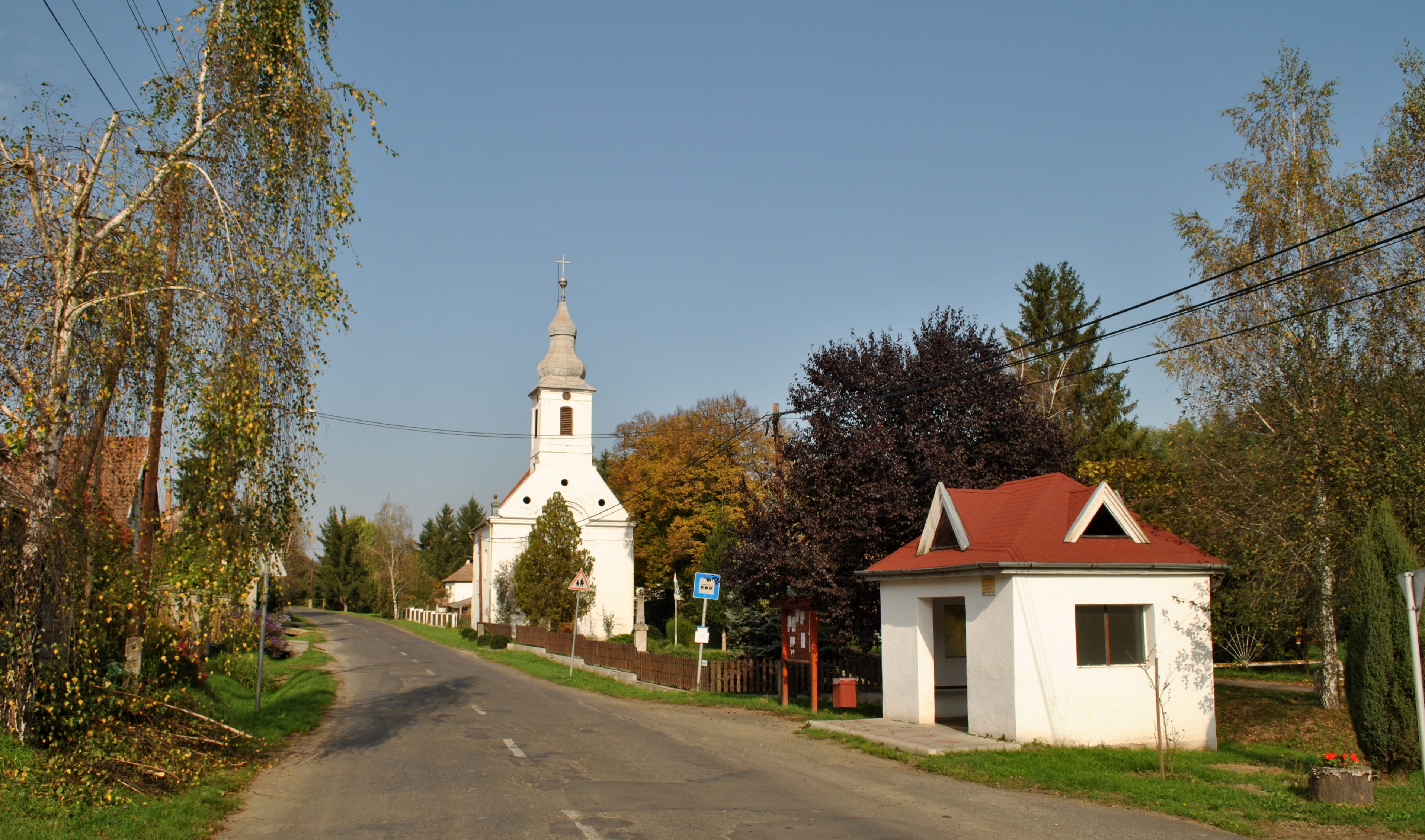
Kétbodony

| [ 1 ] | Szám      | Szakasz (pecsételőhely) | Táv     |
| ----- | --------- | --- | ------- |
|       | OKT-181   | Nógrád – Újtelep – Hosszú-bérc – Nagy-kő-hegy – Magas-hegy – Kő-hegy – Nagy-berek – Magyarkút                                                          | 8,1 km  |
|       | OKT-913   | Magyarkút, Irma-forrás – OKT bekötő útszakasz | 0,2 km  |
|       | OKT-182   | Magyarkút – Keskeny-bükki-patak – Kápolna-oldal – Katalinpuszta                                                                                        | 6,0 km  |
|       | OKT-183   | Katalinpuszta – Nagy-Szál-erdő – Bik-kút – Vaditató-tó – Naszály csúcs, geodéziai torony – Kopasz-tető – Török-rét – Agárdi-út – Farkas-bérc – Ősagárd | 13,0 km |
|       | OKT-184   | Ősagárd – Galamb-hegy – Lókos-patak – Felsőpetény | 5,7 km  |
|       | OKT-185   | Felsőpetény – Róka-völgy – Alsópetény – vadászház – Romhányi-hegy – Gesztenyés – Romhány                                                               | 11,9 km |
|       | OKT-186   | Romhány – Felsőbodony – Kétbodony | 1,9 km  |
|       | OKT-187   | Kétbodony – Cser-hát – Büdös-tó-hegy – Galga-patak – Eresztvény – Becske                                                                               | 8,5 km  |
|       | Összesen: | | 55,3 km |

## Érintett települések
A túraszakasz a következő települések közigazgatási területét érinti:
- Nógrád
- Szokolya
- Verőce
- Berkenye
- Szendehely
- Vác
- Kosd
- Ősagárd
- Nőtincs
- Felsőpetény
- Alsópetény
- Romhány
- Kétbodony
- Kisecset
- Szécsénke
- Becske